# Pablo Helguera
Pablo Helguera (Ciutat de Mèxic, 1971) és un artista, pedagog cultural i escriptor establert a Nova York. El seu treball se centra en temes que oscil·len entre la història, la pedagogia, la sociolingüística, l'etnografia, la memòria i l'absurd, que tracta mitjançant formats variats com la lectura, les estratègies d'exposició en museus, les performances musicals i la ficció escrita.
Helguera ha exposat en institucions com Museo de Arte Reina Sofía (Madrid), Royal College of Art (Londres), 8a Bienal de La Habana, Shedhalle (Zuric), MoMA PS1 i Brooklyn Museum (Nova York), Tokyo Metropolitan Art Museum, entre moltes altres, i el seu treball ha estat ressenyat a Art in America, Artforum, The New York Times i ArtNews, entre altres publicacions. Ha estat guardonat amb diverses beques i premis internacionals d'art, com la John Simon Guggenheim Fellowship i la Creative Capital Grant. Ha estat resident principal de Location One a Nova York (2011-2012). A més, des del 1991 ha treballat en diferents museus d'art contemporani, com el Guggenheim Museum de Nova York, on va ser cap de Programes Públics al Departament d'Educació, i des del 2007 és director de Programes Acadèmics i per a Adults del MoMA. El 2010 va ser designat comissari pedagògic de la 8a Biennal de Mercosur, celebrada el 2011 a Porto Alegre (Brasil).
És autor dels següents llibres: Endingness (2005), The Pablo Helguera Manual of Contemporary Art Style (2005), The Witches of Tepoztlán (and other Unpublished Operas) (2007), The Boy Inside the Letter (2008), Theatrum Anatomicum (and other performance lectures) (2008), The Juvenal Players (2009), Artoons 1, 2, and 3 (2009-10), What in the World (2010), Urÿonstelaii (2010), Estela y las Hojas (2010), The School of Panamerican Unrest (an antology of Documents) [with Sarah DeMeuse] (2011), Education for Socially Engaged Art (2011), Art Scenes: The Social Scripts of the Art World (2012), Onda Corta (2012) i Artunes (2012).